# Gilia stellata
Gilia stellata là một loài thực vật có hoa trong họ Polemoniaceae. Loài này được A.Heller mô tả khoa học đầu tiên năm 1906.

## Hình ảnh

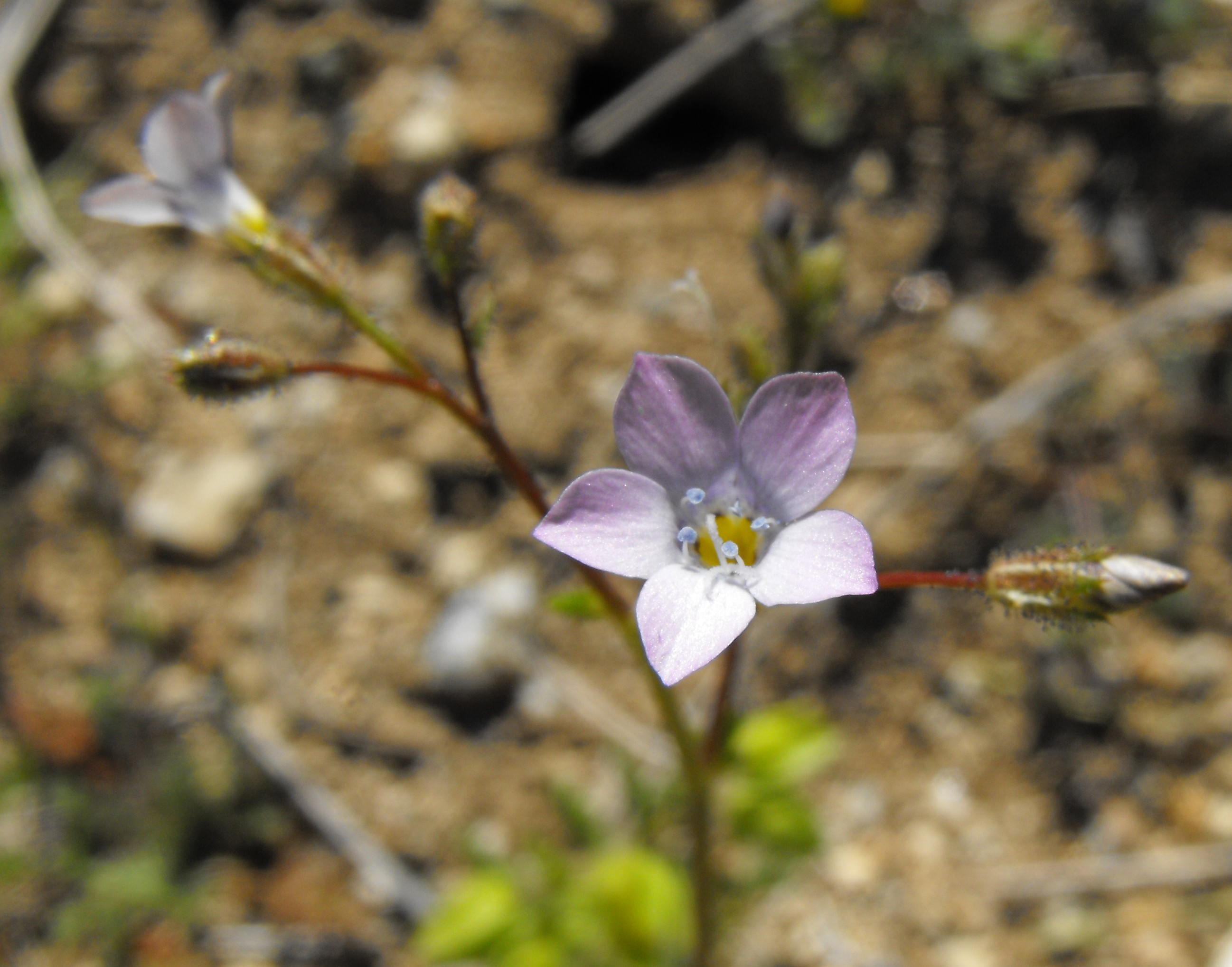